# Patrick Ricard
Patrick Ricard (Spencer, 27 maggio 1994) è un giocatore di football americano statunitense che milita nel ruolo di fullback per i Baltimore Ravens della National Football League (NFL).

## Carriera

### Baltimore Ravens
Dopo non essere stato scelto nel Draft NFL 2017, Ricard firmò con i Baltimore Ravens il 5 maggio 2017. Nei primi mesi si allenò sia in attacco che in difesa e nella pre-stagione giocò come defensive end e come fullback. Alla fine entrò nei 53 uomini del roster come unico fullback della squadra. Nella settimana 8 contro i Miami Dolphins fece registrare la prima ricezione in carriera. Nella settimana 13 contro i Detroit Lions segnò il suo primo touchdown.
Il 3 dicembre 2019, Ricard firmò un'estensione contrattuale biennale con i Ravens. A fine stagione fu convocato per il primo di quattro Pro Bowl consecutivi.
Nel quarto turno della stagione 2024, Ricard recuperò un fumble del compagno Derrick Henry nei pressi della end zone, segnando un touchdown nella vittoria sui Buffalo Bills. A fine anno fu convocato per il suo quinto Pro Bowl e inserito nel First-team All-Pro.

## Palmarès
- Convocazioni al Pro Bowl: 5

2019, 2020, 2021, 2022, 2024
- First-team All-Pro: 1

2024